# Ratnik

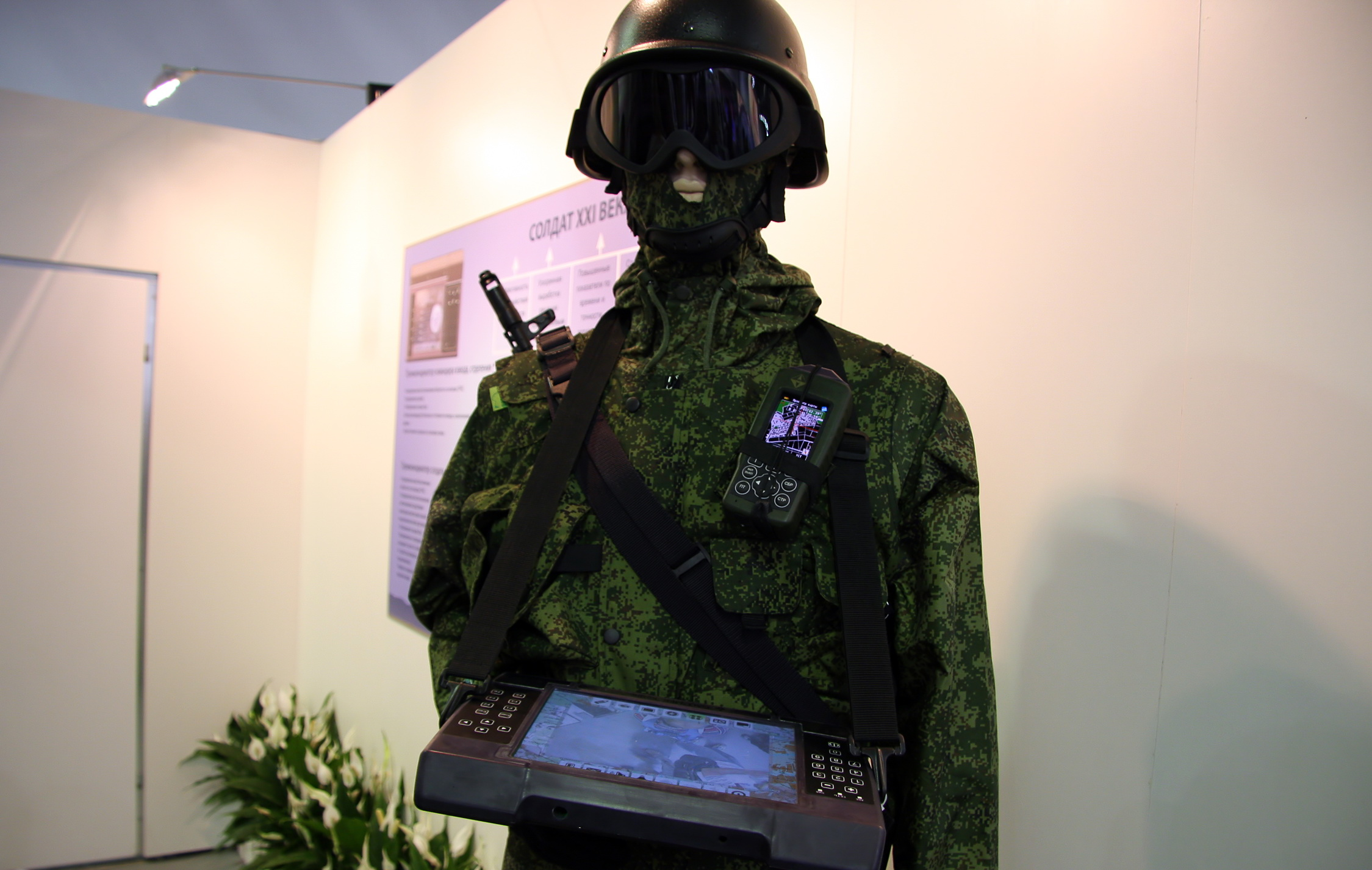
Soldato con sistema di navigazione

Il programma Ratnik (in (RU)  Ратник, Guerriero) è una parte dell'ammodernamento delle Vooružënnye sily Rossijskoj Federacii russe per le truppe di fanteria.

## Equipaggiamento

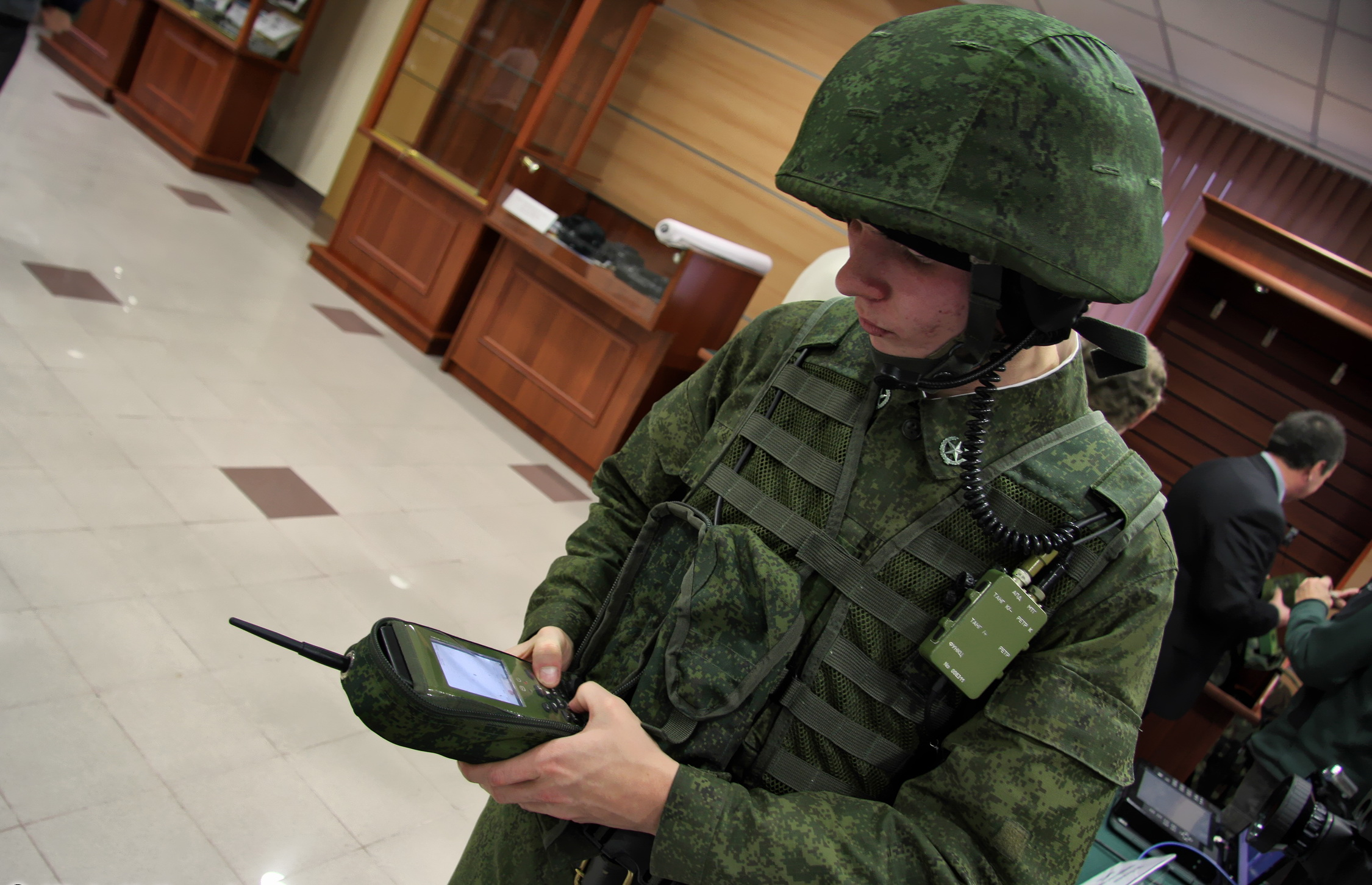
Sistema di comunicazione UNKW-03

- Protezione: contro colpi da armi da fanteria e schegge di granate attraverso nuovo elmetto e giubbotto antiproiettile
- Comunicazioni: con nuove radiotrasmittenti
- Navigazione: con nuovi sistemi satellitari GLONASS e GPS
- Visione: notturna e diurna con visori appositi
- Identificazione: amici/nemici (Identification friend or foe)
- Armamento: nuove armi e munizioni

| Componenti         | Indice GRAU | Immagine |
| ------------------ | ----------- | -------- |
| Antiproiettile     | 6B45        |          |
| Protezione         | 6B46        |          |
| Elmetto con ottica | 6B47        |          |
| Vesti modulari     | 6Sch117     |          |

Punto chiave del programma inoltre è la sostituzione del fucile AK-74 con in nuovi AK-103-4 o AK-12.

## Presentazione
Il programma fu presentato al MAKS 2011. Seguirono le prove presso i reparti. Nel 2014 avviene la prima fornitura ufficiale ad un reparto. Durante la crisi della Crimea alcuni soldati vestivano Ratnik.